# Proxmox datacenter manager
Projekt Proxmox Datacenter Manager razvijen je s ciljem pružanja centraliziranog pregleda i upravljanja svim pojedinačnim čvorovima i klasterima sustava Proxmox VE.
Proxmox Datacenter Manager također omogućuje osnovno upravljanje cijelim sustavom poput migracija virtualnih računala bez ikakvih dodatnih mrežnih zahtjeva prema klasteru.
To znači da je u Proxmox Datacenter Manager moguće dodati, a potom i koristiti, sve Proxmox VE klastere sa svim fizičkim poslužiteljima u njima. Bez obzira nalaze li se klasteri u istoj mreži/lokaciji ili se nalaze na udaljenim lokacijama (pr. u različitim podatkovnim centrima). 
Projekt je u potpunosti razvijen u programskom jeziku Rust, od pozadinskog API-poslužitelja preko alata CLI do potpuno novog sučelja. Sučelje je izgrađeno na novom alatu widgeta koji je razvijen tijekom posljednjih nekoliko godina. Ovakav dizajn nudi modernije iskustvo web korisničkog sučelja, ne samo u smislu izgleda i funkcionalnosti, već i u smislu pristupačnosti, brzine i kompatibilnosti.

## Značajke
Trenutne značajke (u alfa fazi razvoja) su:
- Povezivanje i pregledavanje bilo kojeg broja neovisnih čvorova ili klastera (onog što je vidljivo unutar svakog pojedinog klastera kao "Data center").
- Pregled korištenja osnovnih resursa svih čvorova i njihovih gostiju (virtualnih računala ili kontejnera).
- Pohrana i predmemoriranje popisa resursa (uglavnom za goste i sustave za pohranu) te njihove metrike korištenja kako bi se pružio brzi pregled svih resursa i zadnjeg viđenog stanja za one izvan mreže ili one koji ne reagiraju.
- Osnovno upravljanje resursima (virtualnim računalima ili kontejnerima): 
  - Gašenje.
  - Ponovno pokretanje i slično.
- Za složenije zadatke upravljanja pruža izravnu vezu na puno web sučelje:
  - Proxmox VE
  - Proxmox Backup Server
- Udaljena migracija virtualnih gostiju između različitih podatkovnih centara odnosno između više Proxmox VE klastera.
- Podrška za standardni Proxmox skup značajki uključujući složenu Multi-Factor Authentication metodu ili ACME/Let's Encrypt.

## Vanjske poveznice
- Roadmap
- Instalacije ISO datoteke